# Pouillac
Pouillac ist eine französische Gemeinde mit 288 Einwohnern (Stand: 1. Januar 2022) im Département Charente-Maritime. Sie gehört zum Arrondissement Jonzac und zum Kanton Les Trois Monts. Die Einwohner werden Pouillacais genannt.

## Geographie
Pouillac liegt etwa 53 Kilometer nordnordöstlich von Bordeaux. Umgeben wird Pouillac von den Nachbargemeinden Chatenet im Nordwesten und Norden, Chevanceaux im Norden und Nordosten, Saint-Palais-de-Négrignac im Osten, Montlieu-la-Garde im Süden, Chepniers im Südwesten und Westen sowie Sainte-Colombe im Westen und Nordwesten.

## Bevölkerungsentwicklung
| Jahr                       | 1962 | 1968 | 1975 | 1982 | 1990 | 1999 | 2006 | 2019 |
| Einwohner                  | 294  | 283  | 249  | 234  | 243  | 230  | 222  | 249  |
| Quellen: Cassini und INSEE |      |      |      |      |      |      |      |      |

## Sehenswürdigkeiten
- Kirche Saint-Eutrope-Saint-Hilaire aus dem 11. Jahrhundert, Umbauten aus dem 15. Jahrhundert, Monument historique

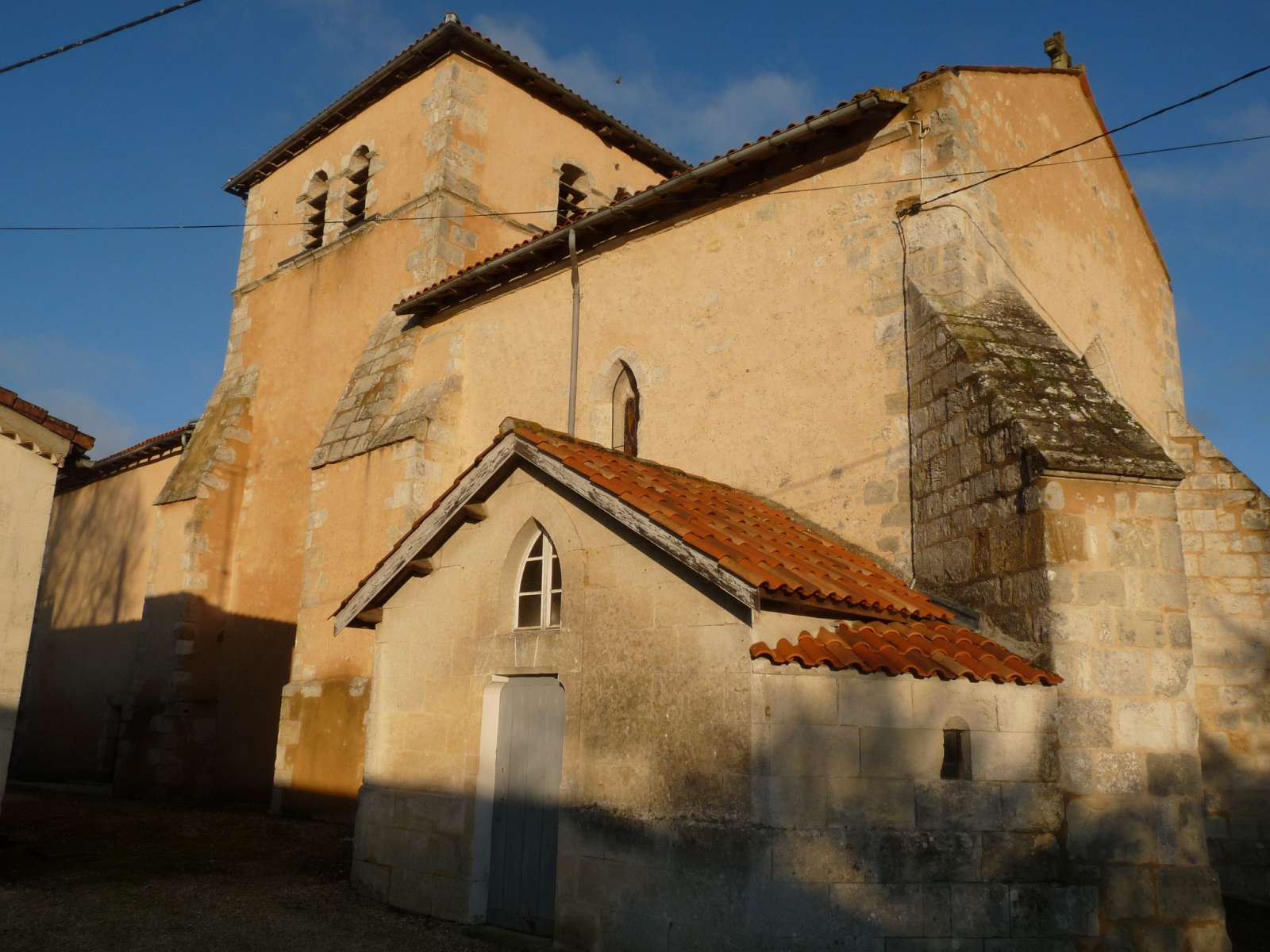
Kirche Saint-Eutrope-Saint-Hilaire